# Jakub Kresa
Pour l’article homonyme, voir Kresa.
Jakub Kresa (en latin : Jacobus Kresa), né le 19 juillet 1648 à Smržice en margraviat de Moravie et mort le 28 juillet 1715 à Brünn, est un prêtre jésuite morave et l'un des plus importants mathématiciens de l'ère baroque.

## Biographie

### Premières années
Jakub Kresa est né dans une famille de petits propriétaires à Smržice, près de Prostějov en Moravie. Au lycée jésuite de Brno il montre de grandes dispositions pour l'étude. Non seulement il a de rares aptitudes aux mathématiques, mais de plus il est doué pour les langues: il parlera couramment hébreu, allemand, latin, italien, espagnol, français et portugais, en plus de sa langue natale le tchèque.
Entré dans la Compagnie de Jésus le 30 septembre 1887, à  Brno, il commence à enseigner dès son noviciat terminé : en 1669–1670 il se trouve au lycée de Litoměřice. Ensuite il part à Prague, où il étudie à la Faculté de philosophie de l'université Charles de Prague entre 1670 et 1673. Après une courte période passée à Litoměřice (1673-1675), il retourne à Prague en 1675 et continue ses études de mathématiques et de théologie au Clementinum. Il y est ordonné prêtre le 1er janvier 1680. Kresa fait son Troisième an à Telč de 1680 à 1681.

### En terres tchèques

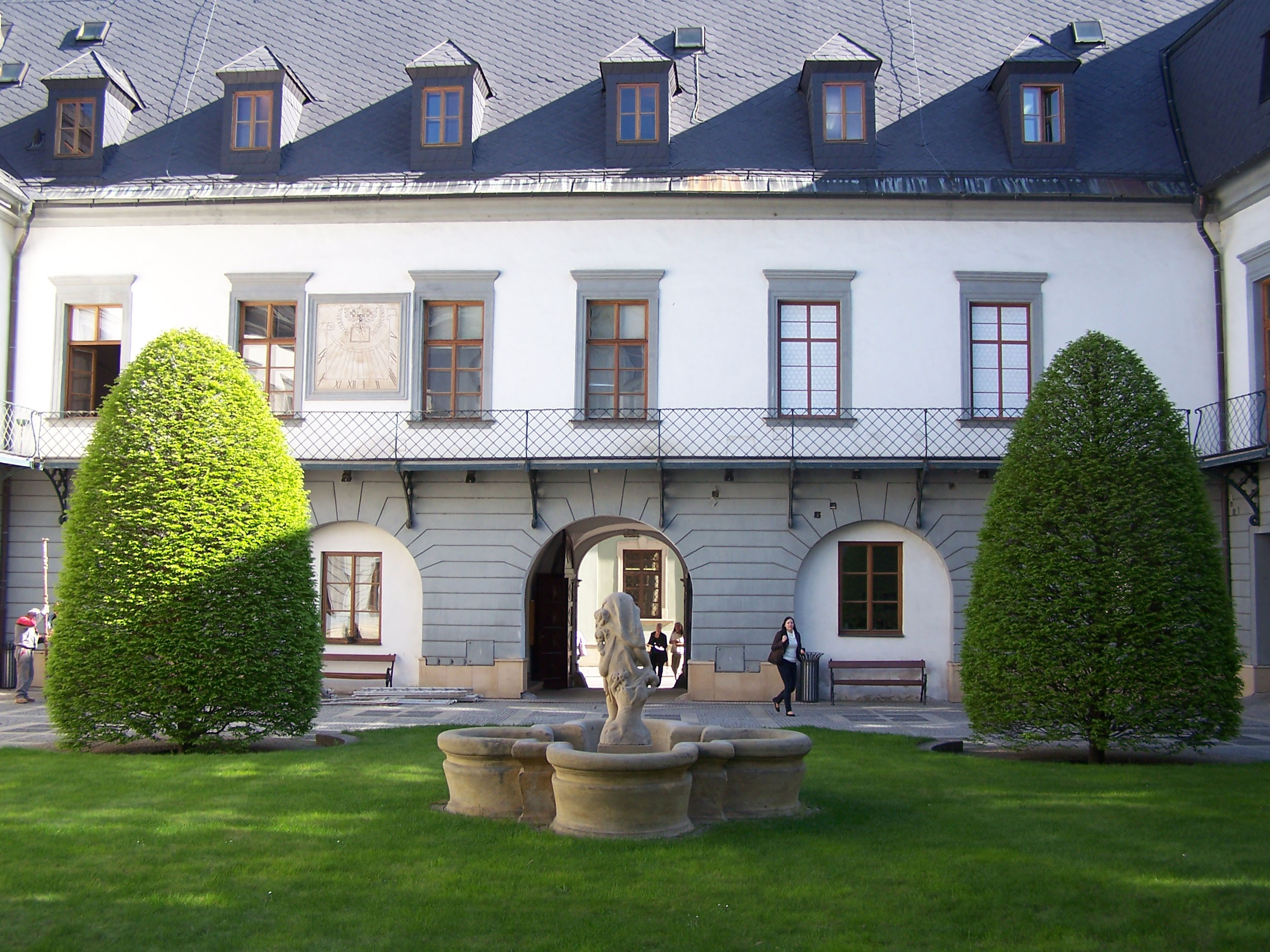
Cour de la Faculté de philosophie de l'université Palacký, où Kresa obtient son Philosophiæ doctor dans les années 1680

En 1681 Jakub Kresa commence à enseigner l'hébreu à l'université Palacký. Il y obtient son premier Philosophiæ doctor et de 1682 à 1684 il y enseigne les  mathématiques. Parmi ses autres grandes occupations, il dirige le mémoire universitaire de l'astronome et mathématicien Jan Taletius, qui a conçu un modèle pour prédire les éclipses du Soleil et de la Lune.
Jakub Kresa est souvent chargé de missions diplomatiques. Durant la révolte des ... (?) dans le nord de la Bohême en 1680, il sert de médiateur entre le régiment de cavalerie du général Vilém Harant z Polžic et les chefs paysans.
En 1684 Kresa quitte Olomouc et l'Université Palacký pour prendre la tête du département de mathématiques et d'études hébraïques à l'Université Charles de Prague. Il prêche dans le même temps en l'église du Saint-Sauveur de Prague. À cette époque il est déjà réputé pour son génie mathématique, ses dons pour les langues et son tact diplomatique, et il lui est proposé de prendre la tête du Département de Mathématiques au Collège impérial de Madrid. Il s'installe en Espagne en 1686 et y reste quinze ans.

### En Espagne
Pour faire étudier les mathématiques plus facilement aux étudiant espagnols, Kresa traduit les huit livres des Éléments d'Euclide en espagnol Il dirige Antonio Hugo de Omerique pour la traduction des livres XVII et XVIII. Cela lui apporte de la reconnaissance et il est bientôt réputé dans tout le pays, surnommé l' Euclide de l'Ouest. À cette époque il devient coutumier en Espagne de faire évaluer par Kresa les traités mathématiques avant publication. Outre ses activités au Collège impérial de Madrid, Kresa donne aussi des conférences à l'Académie Navale de Cádiz.

### Retour en terres tchèques
À la suite de la mort du roi d'Espagne Charles II en 1700 Kresa rentre à Prague. Il obtient un doctorat en théologie à l'Université Charles de Prague et commence à y enseigner la théologie. Dans le même moment, il enseigne en privé les mathématiques et acquiert des appareils mathématiques pour le Département de Mathématiques. Il est engagé en arithmétique, fractions et logarithmes, trigonométrie, astronomie, algèbre, mais aussi en architecture militaire. Un de ses étudiants privés, le Comte Ferdinand Herbert, publie les idées de Kresa dans la revue Acta Eruditorum en 1711.

### Dernières années
L'empereur Léopold Ier de Habsbourg prend Kresa comme confesseur de son second fils, l'archiduc Charles. Il reste dans cette fonction après l'accession au trône de Charles et par conséquent retourne en Espagne avec lui (1704–13). Après neuf années en Espagne, Kresa regagne le Pays de la Couronne de Bohême, travaillant avec l'aide de Karel Slavíček sur des théories mathématiques à Brno, où il décède en 1715.

## Héritage
Les manuscrits de Kresa sont transcrits pour être imprimés par ses étudiants František Tillisch et Karel Slavíček, who qui tous deux enseigneront ensuite à Olomouc.
Les conférences que Kresa a données à l'Université Charles sont sauvegardées par un étudiant nommé Kryštof John, qui les publie sous le titre Mathematica in universitate Pragensi tradica a P. Jacobo Kreysa ... excerpta anno 1685. Le manuscrit est aujourd'hui conservé à la bibliothèque du Monastère de Strahov.
À l'époque de Kresa les fonctions trigonométriques viennent de la géométrie. Kresa est le premier à introduire des nombres algébriques dans la trigonométrie.
La mort de Kresa est suivie d'un déclin en mathématiques et en sciences sous la couronne tchèque, en raison d'une application dogmatique des doctrines de l'Église catholique. Avec le départ de Slavíček en Chine, la recherche scientifique a largement  disparu des terres tchèques durant deux décennies. Bien que les théories d'Isaac Newton, Jacques Cassini et Edmond Halley soient bien connues, des scientifiques locaux (tels que Josef Player ou Jan Slezina) continuent à travailler avec les théories obsolètes de Ptolémée et Aristote. C'est seulement un quart de siècle plus tard, que la recherche scientifique est revivifiée par des personnalités telles que Jan Antonín Scrinci (1697–1773) et Joseph Stepling (1716–1778).

### Travaux majeurs
- Theses mathematicae defendidas por el Ex. mo Seňor Don Innigo de la Cruz ... en colegio de la Compaňia de Jesus de Ciudad de Cadiz, 1688
- Elementes geometricos de Euclides, los seis primeros Libros de los planos, etc., Brussels 1689
- Arithmetica Tyro-Brunensis curiosa varietate et observatione communi quidem omnium fructui, sed praeprimis Tyronibus Mathemetum utilis, Prague 1715
- Analysis speciosa trigonometriae sphericae, etc. Prague 1720